# Kischinjowski Traktorny Sawod
Das Kischinjowski Traktorny Sawod, dt. Kischinauer Traktorenwerk, kurz KTS oder KTZ (russisch Кишинёвский тракторный завод, kurz КТЗ) war ein ehemals sowjetischer und später moldawischer Hersteller von Traktoren. Das 1945 als Motorenwerkstatt gegründete Unternehmen saß in Chișinău, Republik Moldau. 2008 wurde die Traktorenproduktion aufgegeben.

## Unternehmensgeschichte

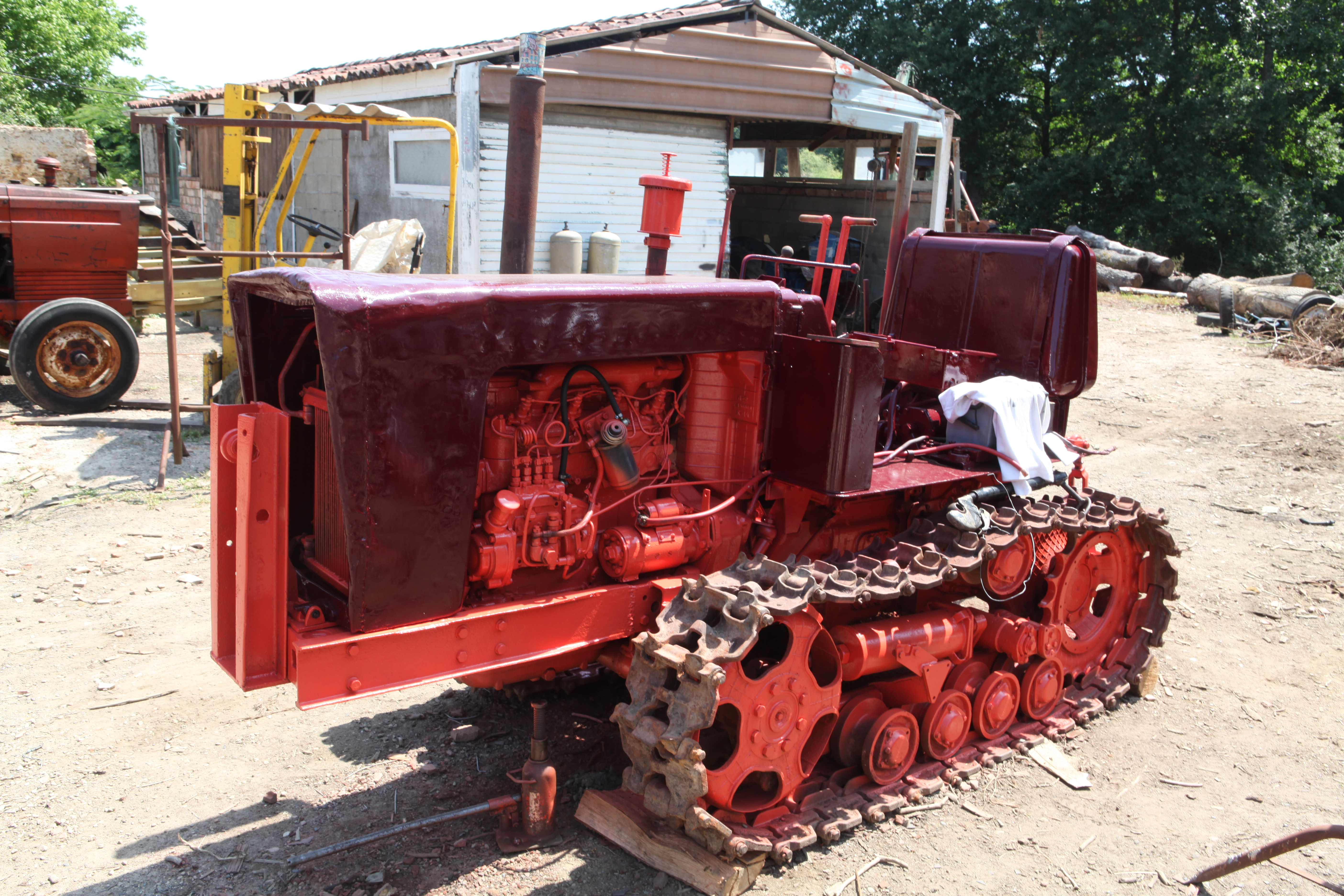
Ein T-54W aus der Fertigung von KTZ, verschiedene Teile wie die Kabine fehlen (2010)

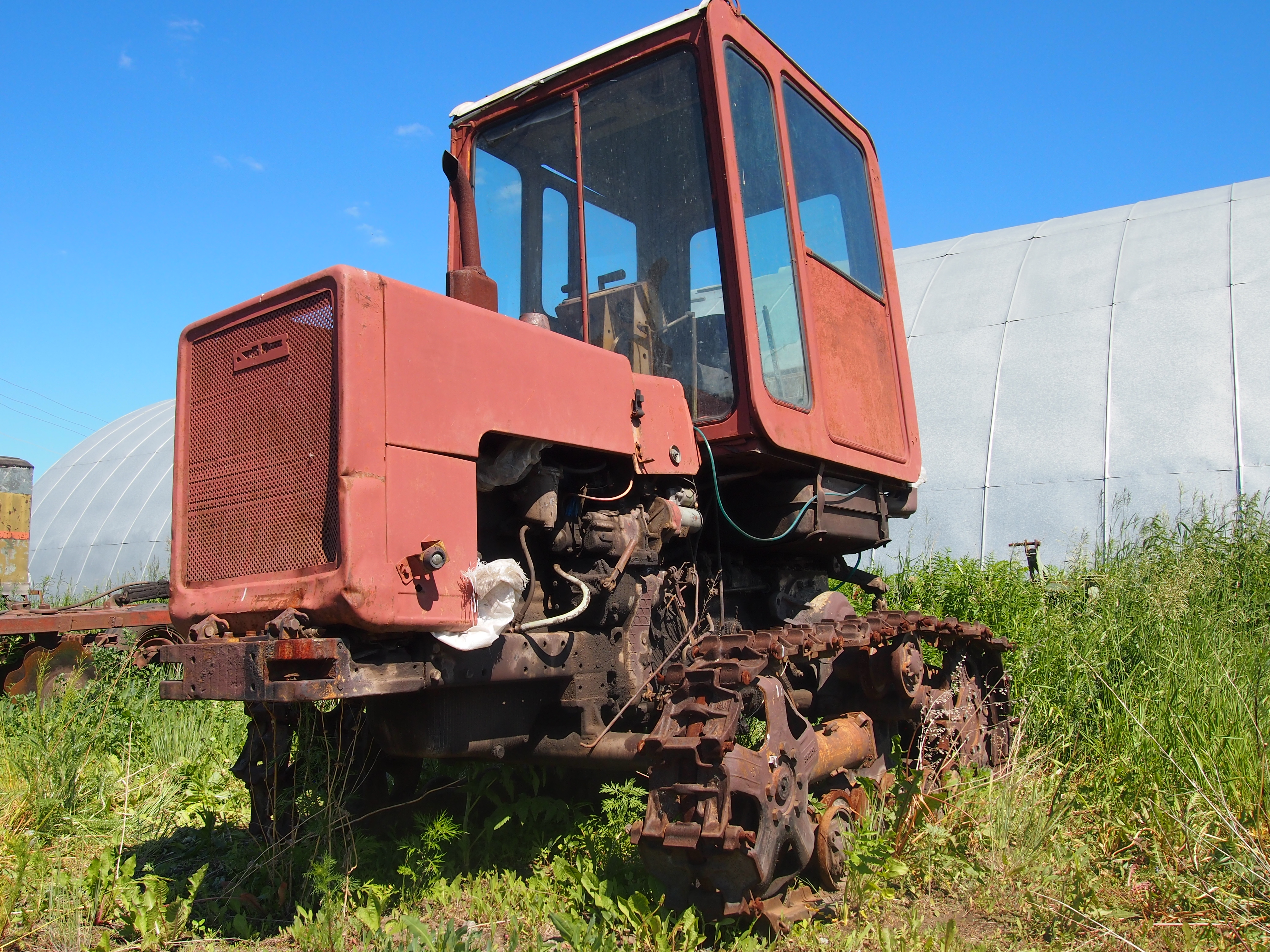
Kettentraktor T-70SM (2014)

Das Werk wurde 1945 als Werkstatt für Motoren gegründet. Damals gab es nur einige Dutzend Angestellte. Bereits 1948 wurden nach einer Umorganisation auch Automobile und andere technische Geräte repariert.
Ab 1958 wurden zusätzlich Ersatzteile für Autos gefertigt. 1961 wurde das Werk erneut umstrukturiert, sodass am 22. September 1962 der erste Kettentraktor vom Typ T-50W aus der neuen Serienproduktion fertig gestellt werden konnte. Innerhalb von drei Jahren wurden 10.000 Maschinen dieses Typs produziert. Er basierte, genau wie sein Nachfolger, auf dem Radtraktor MTZ-50 aus dem Minski Traktorny Sawod.
Der Nachfolger T-54W wurde ab 1967 in Serie gebaut. Auch er basiert bis auf das Fahrwerk auf dem MTZ-50, hat jedoch schon ein festes Führerhaus. 1972 lief der 50.000. Traktor der Werksgeschichte vom Band.
Ab 1974 wurde auf Basis des neuen MTZ-80 der Kettentraktor T-70 gefertigt. Es entstanden verschiedene Versionen des Fahrzeugs, die als T-70A oder T-70S bezeichnet wurden. Schon 1979 verließ der 100.000. Traktor das Werksgelände. In sowjetischen Zeiten waren etwa 5500 Mitarbeiter im Werk in Kischinau beschäftigt. Nach dem Zerfall der Sowjetunion wurde 1995 das Unternehmen privatisiert und in eine Aktiengesellschaft umgewandelt. Von diesem Zeitpunkt an trat es als Тракторный завод „TRACOM“ (deutsch Traktorenwerk „TRACOM“) auf. Bis 2008 wurde das Modell T-70 weiter gefertigt.
Ebenfalls 2008 war das Unternehmen nicht mehr in der Lage, die Löhne der Arbeiter weiter zu zahlen und musste die Produktion einstellen. Es gab sowohl davor und auch danach verschiedene Bemühungen von staatlicher Seite und auch vom Minski Traktorny Sawod, das Werk zu retten. Von 1962 bis 2008 wurden im Kischinauer Traktorenwerk 257.635 Traktoren hergestellt.
2011 und 2012 wurden neue Verhandlungen geführt, die jedoch offenbar keine Ergebnisse brachten. Das Werk war derweil komplett geräumt worden.
Im Jahr 2014 gründete sich die Firma BICOTRA S.A. mit dem Ziel, die Produktion des T-70 wieder aufzunehmen. Die Fertigungskapazitäten waren mit 30 bis 40 Traktoren pro Monat gering. Ob das neue Unternehmen noch existiert ist nicht klar.

## Produkte
In der Zeit von 1962 bis 2008 baute das Werk insgesamt drei unterschiedliche Traktoren.
- T-50W – Erster Kettentraktor von 1962, noch ohne Verdeck, basierend auf dem MTZ-50.
- T-54W – Zweiter Kettentraktor von 1967, nun mit Verdeck und kleineren technischen Änderungen.
- T-70 – In verschiedenen Versionen von 1974 bis 2008 gebauter Kettentraktor, basierend auf dem MTZ-80.